# Albert Vanderkindere
Pour les articles homonymes, voir Vanderkindere.
Ne doit pas être confondu avec Léon Vanderkindere, son fils.
Albert Van der Kindere (né à Grammont le 8 août 1805 et mort à Uccle le 13 mars 1859) est un homme politique belge. Il était médecin et fut directeur d'un hopital de St-Josse ten Noode en 1849. En collaboration avec le docteur Kalkaer, il fonda une maison de santé au coin de la Chaussée d'Alsemberg (au n°1) et Breedbunderweg (la future rue Vanderkindere). Ce fut un des plus importants établissements de santé publique mentale de Belgique, qui exista jusqu'en 1926.

## Biographie
Il a été député provincial du Brabant de 1844 à 1850, année où il démissionna de cette charge, et de 1854 à sa mort en 1859. Délégué au Congrès libéral de 1846. Il a été bourgmestre libéral de Molenbeek-Saint-Jean de 1842 à 1848, année où il démissionna de cette charge, et bourgmestre d'Uccle à partir de 1854 après y avoir déménagé avec sa famille. Il est le père de Léon Vanderkindere.
Sa tombe fut déplacée du cimetière de l'Eglise St Pierre et transférée vers le nouveau cimetière du Dieweg le 15/6/1875 

## Hommage
La rue Vanderkindere à Uccle et la rue Albert Vanderkindere à Molenbeek-Saint-Jean sont nommées en son honneur.